# Пароди, Сильвио
Сильвио Пароди Рамос (исп. Silvio Parodi Ramos; 6 ноября, по другим данным 3 ноября 1931, Луке — 9 октября 1989) — парагвайский футболист, полузащитник. Двоюродный брат другого футболиста Хосе Пароди.

## Карьера
Сильвио Пароди начал карьеру в 1948 году в клубе «Спортиво Лукеньо». С этим клубом футболист дважды выиграл чемпионат Парагвая. В сентябре 1954 года Пароди перешёл в клуб «Васко да Гама», заплативший за трансфер футболиста 800 тысяч крузейро. Контракт был подписан на два года с заработной платой в 12 тысяч крузейро в месяц. В 1956 году Сильвио был куплен итальянской «Фиорентиной» за 3,5 млн крузейро. За эту команду Сильвио провёл 7 матчей и забил два гола, но был вынужден покинуть клуб из-за итальянского футбольного законодательства, разрешающего иметь в составе только двух иностранных футболистов. После этого он возвратился в «Васко да Гаму», где играл до 1958 года, забив в общей сложности 37 голов.
В 1958 году Сильвио пробовался в аргентинском клубе «Бока Хуниорс», проведя 9 товарищеских игр и забил 1 гол в январе и феврале. С 1961 по 1962 год Пароди играл за испанский «Расинг», где провёл 12 матчей и забил 3 гола. В 1964 году он играл за клуб «Мильонариос», с которым стал чемпионом Колумбии.
Также с 1951 по 1961 год Пароди играл за сборную Парагвая, за которую привёл 40 матчей и забил 10 голов. В 1987 году он был тренером национальной команды. Также в 1983 году он тренировал «Спортиво Лукеньо», в 1984 году «Серро Портеньо», а в 1986 году привёл клуб «Соль де Америка» к званию чемпиона страны.

## Достижения

### Как игрок
- Чемпион Парагвая: 1951, 1953
- Чемпион Колумбии: 1964

### Как тренер
- Чемпион Парагвая: 1986